# Toskánské velkovévodství
Toskánské velkovévodství (italsky Granducato di Toscana, latinsky Magnus Ducatus Etruriae) byl státní útvar, rozkládající se na většině území moderního Toskánska,  na západ provincie Forlì-Cesena v moderním regionu Emilia-Romagna a na severozápad provincie Perugia v moderním regionu Umbrie.

## Historie

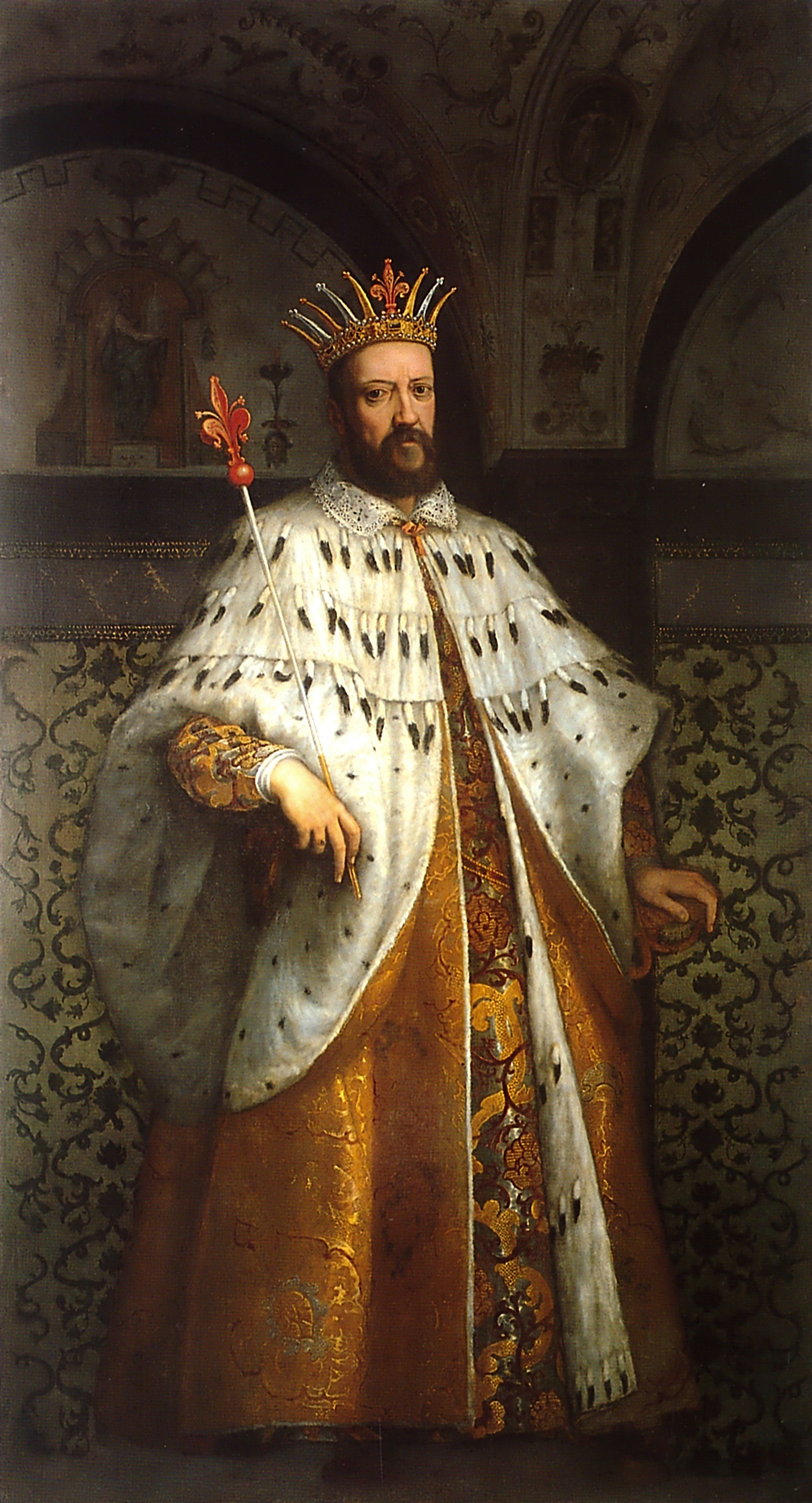
Cosimo I. Medicejský

Vévodství toskánské existovalo mezi roky 1569 a 1859, kdy rod Medicejských sjednotil své dědictví a spojil městské státy Florencie (1537) a Siena (1557) s Florentským vévodstvím a získal (v osobě Cosima I.) od papeže Pia V. titul velkovévody. Hlavním městem Toskánského velkovévodství byla Florencie.
Po vymření rodu Medicejských připadlo Toskánsko roku 1737 Františku Štěpánovi Lotrinskému a do roku 1860 zde vládla habsbursko-lotrinská dynastie skrze svou vedlejší větev toskánských Habsburko-Lotrinků.
V době bojů o sjednocení Itálie bylo Toskánské velkovévodství připojeno ke Království piemontsko-sardinskému. Na rozdíl od moderního Toskánska nepatřilo k velkovévodství území Vévodství Massa a Carrara, a do roku 1847 ani území někdejší republiky Lucca a pozdějšího Vévodství Lucca.

## Symbolika

státní znak:
1562–1737 (Medicejští)
malý znak 1815–1848 1849–1860 (Habsbursko-lotrinští)
velký znak 1765–1800 1815–1848 1849–1860 (Habsbursko-lotrinští)

státní vlajka:
1562–1737 (Medicejští)
1749–1765 (císař František I.)
1815–1848 1849–1860 s malým znakem (Habsbursko-lotrinští)
1765–1800 1815–1848 1849–1860 s velkým znakem (Habsbursko-lotrinští)
1848–1849

- 1765–1800
1815–1848
1849–1860
s velkým znakem
(Habsbursko-lotrinští)
- 1848–1849

ostatní vlajky:
námořní vlajka 16. stol.–1737 (Medicejští)
obchodní vlajka 17. stol.–1737 (Medicejští)
námořní vlajka 1737–1749 (Habsbursko-lotrinští)
námořní vlajka 1749–1765 (císař František I.)
obchodní vlajka 1815–1848 1849–1860 (Habsbursko-lotrinští)